# Thera latens
Thera latens är en fjärilsart som beskrevs av Barnes och Mcdunnough 1917. Thera latens ingår i släktet Thera och familjen mätare. Inga underarter finns listade i Catalogue of Life.